# Hualong (Haidong)
Hualong (en chino, 化隆; pinyin, Huàlóng, léase Jua-Long) es un condado autónomo bajo la administración directa de la Prefectura Haidong en la Provincia de Qinghai, República Popular China. Su área es de 2706 km² y su población total para 2010 superó los 200 mil habitantes.

## Administración
Desde julio de 2020, el  condado autónomo Hualong se divide en 17 pueblos que se administran en 6 poblados, 7 villas y 4 villas étnicas. 

## Historia
En el 502 AD, la dinastía Wei del Norte, estableció el condado Shicheng (石城县) y en el 553, el condado pasó a llamarse Hualong, por encontrarse en el valle Hualong (化隆谷).
En el año 18 de la República de China (1929), cuando se estableció la provincia Qinghai, pasó a llamarse Bayan (巴燕县) y quedó bajo la jurisdicción de Qinghai, y en 1931 recuperó el nombre Hualong.
En 1955 se estableció el condado autónomo Hualong,  como las otras regiones autónomas, se caracteriza por estar asociada a un grupo étnico minoritario, en este caso, los hui. 
Hualong es un condado multiétnico habitado principalmente por el pueblo Hui, con un total de 12 grupos étnicos, incluidos los Hui, Han, Tibetanos y Salar.